# 第9学会
第9学会（だい9がっかい）とは、中華人民共和国第九局（核兵器製造機関）北西核兵器研究設計学会が1960年代初頭から海北チベット族自治州に核開発のために設立した最高機密の研究都市である。北西核兵器研究設計学会あるいは211工場とも呼ばれる。
第9学会で開発された中国の原子爆弾は、1964年10月16日に初の実験に成功した。
次いで開発された中国の水素爆弾は、1967年6月17日に初の実験に成功した。
第9学会は中国における核兵器の開発センターであるとともに製造センターであり、製造された核兵器は中国－インド国境に近いチベット自治区などに配備されている。
この第9学会は、中国でも最高機密の核都市で、西寧から西へ100kmほどの海北チベット自治州に位置している。
第9学会は、中国共産党中央委員会の当時の総書記であった鄧小平前主席の承認を得て設立された。第9学会は、北緯36．57度、東経101．55度、海抜3030メートルに位置し、ココノール湖の東から約16キロメートル離れた分水嶺にあるため、その排出液はツァン・チュ川へと注がれる。この支流はやがて黄河に合流する。70年代後半には、「第9学会」による化学工業研究所がさらに設立され、高濃度ウラニウム燃料の再処理実験が実施されるようになった。
第9学会は、60年代、70年代にわたり、切迫した状況下で中国における核兵器戦力の確立のためにその威力を発揮した。第9学会が廃棄した放射性廃棄物には、固体、気体のみならず、懸濁液として処理されたものもあるが、その量はいまだに不明である。そもそも廃棄物の処理自体がきちんと管理されておらず、記録状況も最悪であった。初期の段階では、放射性廃棄物は、浅く掘られた覆いもないようなごみ処理場に投棄されていた。
第9学会とチベット高原最大の湖であるココノール湖の間には直通の路線が敷かれている。核廃棄物の専門家は、放射性廃棄物はこの湖にも投棄されていたであろうと指摘する。蘭州で核研究に従事していた父親を持つ中国人男性からの信頼できる報告によると、74年には、湖に核汚染をもたらすような事故が1件あったらしい。第9学会が設立された場所は湿地帯であったため、汚染水や放射性粒子は、地下水へたやすく浸透してココノール湖に流れ込んでしまうことになる。
中国国営新華社通信は、95年7月20日付けで、「『第9学会』は87年に閉鎖され、その拠点はチベット東部の四川省の用地に移転された」と報道した。しかし、96年、「第9学会」の近隣に居住していたチベット人は、「中国の警察官が24時間体制で『第9学会』を監視している」とチベット亡命政権に対して報告している。この報告により、核兵器製造センターである「第9学会」が閉鎖されたという中国の主張は、疑問視されている。